# Crantor de Cilicia
Crantor de Solos, de Soli o de Cilicia (en griego antiguo: Κράντωρ), fue un filósofo griego de fines del siglo IV a comienzos del siglo III a. C..
Era originario de una colonia de rodios atenienses, Solos, en la región de Cilicia del Asia Menor, y estaba vinculado a la Academia Antigua, de la que fue uno de sus filósofos más importantes. Habiendo destacado ya en su tierra como poeta, marchó a Atenas para instruirse en filosofía y allí tuvo por maestro a Jenócrates, que fue el tercer director de la Academia después de la muerte de Espeusipo, sobrino de Platón. Después siguió como discípulo de Polemón, sucesor de Jenócrates como director de la Academia. Demostró su humildad y sencillez cuando, habiendo enfermado, se retiró al templo de Asclepio, en el cual recibió a diversos discípulos que le pidieron que formara una escuela aparte. Los desengañó diciendo que quería seguir siendo discípulo de Polemón. Era esa modestia y sencillez lo que admiraba más en Polemón, así como en sus poetas preferidos, Homero y Eurípides, a los que consideraba libres de toda afectación. Enseñó asaz fielmente la doctrina de Platón y murió a los cuarenta años, antes que Polemón, teniendo por discípulo a Arcesilao.
Se preocupó esencialmente de la ética, materia en la que se le tuvo en el mundo antiguo como una de las principales autoridades, como cuenta Horacio:
Qui sit quid pulchrum, quid turpe, quid utile, quid non
plenius ac melius Chrysippo et Crantore dicit (Hor. lib. I, ep. 2).
Distribuye los bienes en cuatro tipos: virtud, salud corporal, deleite y riqueza. En  su obra De la consolación, dedicada a un tal Hipocles que había perdido todos sus hijos en un mismo accidente repentino, enseña a asumir la muerte a partir de una profunda desvalorización de la vida. Esta obra fue muy estimada en el mundo antiguo, según el testimonio de Diógenes Laercio. Los pasajes conservados por Marco Tulio Cicerón (en el primer libro de sus Cuestiones tusculanas), Sexto Empírico y Plutarco han contribuido al conocimiento de este título, con el que se fundó el género literario-filosófico de la Consolación, bastante frecuentado en el mundo antiguo. Entre sus escritos, destacan: Tratado de la aflicción, un comentario o exégesis del Timeo de Platón que, según Proclo, fue el primero que se hizo (Comentarios al Timeo o Sobre la naturaleza de Platón), y una colección de poemas. Lo que queda de sus Fragmentos se encuentra recogido por F. Kayser (Leipzig, 1841). Bleek escribió su vida (Leyden, 1837).